# Recensement de la population en Inde
Le recensement décennal de l'Inde a été réalisé à quinze reprises, jusqu'en 2011. Bien qu'il ait été entrepris tous les 10 ans, à partir de 1872, sous le vice-roi britannique Lord Mayo, le premier recensement complet a eu lieu en 1881. Après 1949, il est mené par le Registraire général et commissaire au recensement de l'Inde (en), sous la direction du ministère de l'Intérieur, gouvernement de l'Inde. Tous les recensements effectués depuis 1951 ont été réalisés en vertu de la loi de 1948 sur le recensement de l'Inde. Le dernier recensement a eu lieu en 2011, tandis que le prochain aura lieu en 2021.
Historiquement, il s'écoule beaucoup de temps entre la collecte des données et leur diffusion.

## Recensement de l'Inde avant l'indépendance
- Recensement de l'Inde avant l'indépendance (en)
- Recensement de l'Inde de 1872 (en)
- Recensement de l'Inde de 1881 (en)
- Recensement de l'Inde de 1891 (en)
- Recensement de l'Inde de 1891 (en)
- Recensement de l'Inde de 1901 (en)
- Recensement de l'Inde de 1911 (en)
- Recensement de l'Inde de 1921 (en)
- Recensement de l'Inde de 1931 (en)
- Recensement de l'Inde de 1941 (en)

## Recensement de l'Inde indépendante
- Recensement de l'Inde de 1951 (en)
- Recensement de l'Inde de 1961 (en)
- Recensement de l'Inde de 1971 (en)
- Recensement de l'Inde de 1981 (en)
- Recensement de l'Inde de 1991 (en)
- Recensement de l'Inde de 2001 (en)
- Recensement de l'Inde de 2011
- Recensement de l'Inde de 2021